# HD21799
HD21799 є хімічно пекулярною зорею спектрального класу
A3 й має видиму зоряну величину в смузі V приблизно  9,3.

## Пекулярний хімічний вміст
Зоряна атмосфера GSC4716-174 має підвищений вміст 
Cr
.